# Rallicula forbesi
O frango-da-selva-de-asa-preta, nome cientifico: Rallicula forbesi é uma espécie de ave da família Sarothruridae. Antes foi designada Rallina forbesi da família das Rallidae.
Pode ser encontrada nos seguintes países: Indonésia e Papua-Nova Guiné.
Os seus habitats naturais são: florestas subtropicais ou tropicais húmidas de baixa altitude e regiões subtropicais ou tropicais húmidas de alta altitude.